# Walter Capps
Walter Holden Capps (ur. 5 maja 1934 w Omaha, zm. 28 października 1997 w Reston) – amerykański polityk, członek Partii Demokratycznej.

## Działalność polityczna
Od 3 stycznia 1997 do śmierci 28 października 1997 byył przedstawicielem 22. okręgu wyborczego w stanie Kalifornia w Izbie Reprezentantów Stanów Zjednoczonych.

## Życie prywatne
Od 1960 był mężem Lois Capps